# Sweet and tender hooligan
Sweet and tender hooligan is de laatste single van de Britse alternatieve rockgroep The Smiths. Het nummer verscheen aanvankelijk als B-kant van de single Sheila take a bow uit 1987. In 1995, jaren na de opheffing van de groep, werd het nummer als aparte single uitgebracht ter promotie van het compilatiealbum Singles.

## Achtergrond
Sweet and tender hooligan is een sarcastische verdediging van een moorddadige hooligan. Met drogredenen probeert zanger Morrissey de "lieve en tedere hooligan" vrij te pleitten, die belooft het nooit weer te doen.
Het nummer is een van de agressievere composities van gitarist Johnny Marr, als reactie op critici die The Smiths bestempelden als wimp rock (watjesrock). Een eerste versie van het nummer werd in mei 1986 opgenomen voor de B-kant van de single Panic, maar werd te langzaam bevonden en geschrapt. Zeven maanden later werd het nummer opnieuw opgenomen gedurende hun laatste BBC-sessie met John Peel.

## Nummers
| Nr. | Titel                                              | Duur |
| --- | -------------------------------------------------- | ---- |
| 1.  | Sweet and tender hooligan                          | 3:34 |
| 2.  | I keep mine hidden                                 | 1:59 |
| 3.  | Work is a four-letter word (cover van Cilla Black) | 2:47 |
| 4.  | What's the world (live, cover van James)           | 2:07 |

## Bezetting
- Morrissey - zang
- Johnny Marr - gitaar
- Andy Rourke - basgitaar
- Mike Joyce - drumstel